# Geoffrey Holt
Pour les articles homonymes, voir Holt.
Geoffrey Holt (27 mars 1941 - 6 juin 2023) est un jardinier, meunier et ouvrier d'usine américain qui a fait don à sa mort d'une fortune de 3,8 millions $ à sa ville de Hinsdale dans le New Hampshire.
La richesse de Holt était inconnue de ses voisins et provenait d'un investissement issu d'une indemnité de licenciement après la fermeture de la minoterie où il était directeur de production. Plus tard dans sa vie, il a travaillé comme jardinier dans un parc de mobile homes où il résidait, choisissant de se déplacer en ville à bord d'une tondeuse à gazon plutôt qu'en voiture.

## Biographie
Né le 27 mars 1941 à Indianapolis de Lee et Margaret Holt (née Goddard), Geoffrey Holt grandit à Springfield dans le Massachusetts. Selon sa sœur, il a dû faire face à des difficultés liées à la dyslexie au cours de son éducation stricte,. Elle déclare également que leur père était « bizarre avec l'argent » et désapprouvait les petites dépenses, comme un bouquet qu'elle avait offert à sa mère.
Après avoir obtenu son diplôme de la George School (en), un pensionnat rural quaker de Pennsylvanie en 1959, et une licence du Marlboro College (en) dans le Vermont en 1963, Holt sert dans la marine américaine. En 1968, il obtient une maîtrise ès arts de l'American International College (en) de Springfield, où son père travaille comme professeur de littérature anglaise,.

### Carrière et investissements
Holt enseigne les sciences sociales et la conduite automobile au Thayer High School de Winchester dans le New Hampshire, avant de rejoindre la minoterie Agway (en), où il finit par devenir directeur de production,.
Alors qu'il vit à Hinsdale et travaille à l'usine Agway à proximité de Brattleboro dans le Vermont, il mène un style de vie frugal, se rendant au travail à vélo après avoir vendu sa voiture. Il entreprend de longs voyages « avec un pack de 12 bières attaché au vélo », couvrant des distances aller-retour allant jusqu'à 230 km le long du fleuve Connecticut à White River Junction. Il se rend également à vélo à Amherst où vivent ses parents,. Dans les années 1980, l'usine Agway ferme et Holt reçoit un dédommagement en espèces qu'il investit dans des actions et des fonds mutuels.
Après la fermeture de l'usine, Holt exerce divers petits boulots en ville et travaille ensuite comme jardinier dans un parc de mobile homes où il vit. Il partage sa résidence dans le parc avec sa partenaire de longue date, Thelma Parker, décédée en 2017. C'est un passionné de modèles réduits et il collectionne plus de 1 000 petites voitures, des dizaines de petits trains, ainsi que de nombreux documents et livres d'histoire, avec un accent particulier sur Henry Ford et la Seconde Guerre mondiale,,. Sinon, sa maison est en grande partie vide et n'a ni télévision ni internet. Les habitants le connaissent comme quelqu'un de calme et sans prétention, portant de vieux vêtements et utilisant une tondeuse à gazon pour faire ses courses au lieu d'une voiture,.
Le succès financier de Holt est resté largement inconnu des autres parce qu'il a continué à vivre frugalement, comptant sur les chèques de sécurité sociale pour subvenir à ses besoins au cours de ses 15 dernières années,.

### Fin de vie et mort
En 2000, Holt confie à son meilleur ami, ancien employeur et ancien législateur républicain de l'État du New Hampshire, Edwin « Smokey » Smith, que ses investissements se portent mieux que ce qu'il avait espéré et qu'il ne savait pas quoi faire de cet argent. Smith, ignorant la somme d'argent que Holt avait amassée, plaisante avec lui sur le fait de laisser sa fortune à la ville,,. En 2001, Holt s'adresse à la Fondation caritative du New Hampshire (en) et conclut un accord pour que l'organisme à but non lucratif distribue les fonds après sa mort.
En septembre 2021, Holt subit un accident vasculaire cérébral, ce qui nécessite un déménagement dans une résidence spécialisée et, par la suite, des soins infirmiers à temps plein. Il meurt le 6 juin 2023, désignant Smith comme exécuteur testamentaire et léguant 3,8 millions $ à sa ville de Hinsdale pour être utilisés dans la santé, l'éducation, la culture ou les loisirs. La ville et les organisations communautaires peuvent accéder à environ 150 000 $ par an provenant des intérêts de la dotation en demandant des subventions par l'intermédiaire de la fondation,,.

## Postérité
Un journaliste de NewsNation qualifie l'histoire du don de Holt, diffusée à l'échelle nationale au moment de Thanksgiving, de « l'une des meilleures histoires de vacances ».
Le don de Holt a inspiré des discussions sur d'autres individus discrets ayant laissé des fortunes à leurs communautés et sur la façon dont ces communautés utilisent cette manne inattendue. Par exemple, Francis « Rudy » Gelnett a laissé la majeure partie de sa succession (5,8 millions $) à son arrondissement de Selinsgrove en Pennsylvanie à son décès en 2010. En 2023, le fonds Rudy Gelnett (évalué à environ 5,5 millions $) a soutenu la Gelnett Memorial Library, la Dauntless Hook & Ladder Fire Co. et la piscine publique. Un autre millionnaire discret, Ronald Read, concierge et employé de station-service, a laissé 6 millions $ de sa fortune de 8 millions $ à l'hôpital et à la bibliothèque de sa ville de Brattleboro (à 11 km de Hinsdale) lorsqu'il est décédé à 92 ans en 2014. Comme Holt, il a tranquillement bâti sa richesse grâce à des investissements avisés et à une vie modeste, un fait que même ses amis les plus proches ignoraient.
À la fin du mois de novembre 2023, les résidents de Hinsdale avaient partagé des idées en ligne sur la façon de dépenser l'argent de Holt, la suggestion la plus populaire étant de réduire l'assiette fiscale.